# 6 Heures du circuit des Amériques 2014
Navigation
Édition précédente Édition suivante
Les 6 Heures du circuit des Amériques 2014 se déroulent dans le cadre du championnat du monde d'endurance FIA 2014, du 18 au 20 septembre 2014 sur le circuit des Amériques à Austin, Texas. Elles sont remportées par l'Audi R18 e-tron quattro du Audi Sport Team Joest, pilotée par André Lotterer, Benoît Tréluyer et Marcel Fässler, qui partait pourtant en quatrième position.

## Circuit

Le circuit des Amériques, cadre des 6 Heures du circuit des Amériques 2014.

Les 6 Heures du circuit des Amériques 2014 se déroulent sur le circuit des Amériques surnommé « circuit d'Austin » et situé dans le Texas. Il est composé de deux lignes droites, la plus longue du circuit se situant entre les virages no 11 et no 12. Elles sont séparées d'une part par un enchaînement de courbes rapides et d'autres part par quelques chicanes plus lente. Ce tracé est également marqué par un dénivelé important notamment au premier virage, et par le fait que certains de ces virages sont similaires à d'autres tracés.
Le circuit est connu pour accueillir la Formule 1 lors du Grand Prix automobile des États-Unis et la MotoGP lors du Grand Prix moto des Amériques.

## Qualifications
Voici le classement officiel au terme des qualifications. Les premiers de chaque catégorie sont signalés par un fond jaune.
| Position | Catégorie | Équipe                          | Temps          | Grille |
| -------- | --------- | ------------------------------- | -------------- | ------ |
| 1        | LMP1-H    | no 8 Toyota Racing              | 1 min 49 s 093 | 1      |
| 2        | LMP1-H    | no 14 Porsche Team              | 1 min 50 s 283 | 2      |
| 3        | LMP1-H    | no 20 Porsche Team              | 1 min 50 s 302 | 3      |
| 4        | LMP1-H    | no 2 Audi Sport Team Joest      | 1 min 50 s 340 | 4      |
| 5        | LMP1-H    | no 7 Toyota Racing              | 1 min 50 s 363 | 5      |
| 6        | LMP1-H    | no 1 Audi Sport Team Joest      | 1 min 51 s 684 | 6      |
| 7        | LMP1-L    | no 13 Rebellion Racing          | 1 min 54 s 665 | 7      |
| 8        | LMP2      | no 26 G-Drive Racing            | 1 min 56 s 075 | 8      |
| 9        | LMP2      | no 47 KCMG                      | 1 min 56 s 371 | 9      |
| 10       | LMP2      | no 30 Extreme Speed Motorsports | 1 min 57 s 262 | 10     |
| 11       | LMP2      | no 27 SMP Racing                | 1 min 58 s 791 | 11     |
| 12       | LMGTE Pro | no 51 AF Corse                  | 2 min 06 s 456 | 12     |
| 13       | LMGTE Pro | no 97 Aston Martin Racing       | 2 min 07 s 094 | 13     |
| 14       | LMGTE Pro | no 92 Porsche Team Manthey      | 2 min 07 s 099 | 14     |
| 15       | LMGTE Pro | no 91 Porsche Team Manthey      | 2 min 07 s 315 | 15     |
| 16       | LMGTE Pro | no 99 Aston Martin Racing       | 2 min 07 s 850 | 16     |
| 17       | LMGTE Pro | no 71 AF Corse                  | 2 min 08 s 258 | 17     |
| 18       | LMGTE Am  | no 75 Prospeed Competition      | 2 min 08 s 271 | 18     |
| 19       | LMGTE Am  | no 95 Aston Martin Racing       | 2 min 08 s 367 | 19     |
| 20       | LMGTE Pro | no 65 Corvette Racing           | 2 min 08 s 674 | 20     |
| 21       | LMGTE Am  | no 61 AF Corse                  | 2 min 08 s 758 | 21     |
| 22       | LMGTE Am  | no 90 8Star Motorsports         | 2 min 09 s 197 | 22     |
| 23       | LMGTE Am  | no 81 AF Corse                  | 2 min 09 s 461 | 23     |
| 24       | LMGTE Am  | no 88 Proton Competition        | 2 min 09 s 704 | 24     |
| 25       | LMGTE Am  | no 98 Aston Martin Racing       | 2 min 12 s 271 | 25     |
| 26       | LMGTE Am  | no 57 Krohn Racing              | 2 min 13 s 349 | 26     |
| –        | LMP1-L    | no 12 Rebellion Racing          | Pas de temps   | 27     |
| –        | LMP2      | no 37 SMP Racing                | Pas de temps   | 28     |
| –        | LMP1-L    | no 9 Lotus                      | Pas de temps   | 29     |

## Résultats
Voici le classement officiel au terme de la course.
- Les vainqueurs de chaque catégorie sont signalés par un fond jaune.
- Pour la colonne « Pneus », il faut passer le curseur au-dessus du modèle pour connaître le manufacturier de pneumatiques.

| Position | Catégorie | n° | Équipe                    | Pilotes                                                   | Châssis                          | Pneus | Tours |
| Position | Catégorie | n° | Équipe                    | Pilotes                                                   | Moteur                           | Pneus | Tours |
| -------- | --------- | -- | ------------------------- | --------------------------------------------------------- | -------------------------------- | ----- | ----- |
| 1        | LMP1-H    | 2  | Audi Sport Team Joest     | André Lotterer Marcel Fässler Benoît Tréluyer             | Audi R18 e-tron quattro          | M     | 157   |
| 1        | LMP1-H    | 2  | Audi Sport Team Joest     | André Lotterer Marcel Fässler Benoît Tréluyer             | Audi TDI 4.0 L Turbo V6 (Diesel) | M     | 157   |
| 2        | LMP1-H    | 1  | Audi Sport Team Joest     | Tom Kristensen Loïc Duval Lucas Di Grassi                 | Audi R18 e-tron quattro          | M     | 157   |
| 2        | LMP1-H    | 1  | Audi Sport Team Joest     | Tom Kristensen Loïc Duval Lucas Di Grassi                 | Audi TDI 4.0 L Turbo V6 (Diesel) | M     | 157   |
| 3        | LMP1-H    | 8  | Toyota Racing             | Anthony Davidson Sébastien Buemi Nicolas Lapierre         | Toyota TS040 Hybrid              | M     | 157   |
| 3        | LMP1-H    | 8  | Toyota Racing             | Anthony Davidson Sébastien Buemi Nicolas Lapierre         | Toyota 3.7 L V8                  | M     | 157   |
| 4        | LMP1-H    | 14 | Porsche Team              | Marc Lieb Romain Dumas Neel Jani                          | Porsche 919 Hybrid               | M     | 156   |
| 4        | LMP1-H    | 14 | Porsche Team              | Marc Lieb Romain Dumas Neel Jani                          | Porsche 2.0 L Turbo V4           | M     | 156   |
| 5        | LMP1-H    | 20 | Porsche Team              | Timo Bernhard Brendon Hartley Mark Webber                 | Porsche 919 Hybrid               | M     | 155   |
| 5        | LMP1-H    | 20 | Porsche Team              | Timo Bernhard Brendon Hartley Mark Webber                 | Porsche 2.0 L Turbo V4           | M     | 155   |
| 6        | LMP1-H    | 7  | Toyota Racing             | Alexander Wurz Stéphane Sarrazin Mike Conway              | Toyota TS040 Hybrid              | M     | 155   |
| 6        | LMP1-H    | 7  | Toyota Racing             | Alexander Wurz Stéphane Sarrazin Mike Conway              | Toyota 3.7 L V8                  | M     | 155   |
| 7        | LMP1-L    | 12 | Rebellion Racing          | Nicolas Prost Nick Heidfeld Mathias Beche                 | Rebellion R-One                  | M     | 149   |
| 7        | LMP1-L    | 12 | Rebellion Racing          | Nicolas Prost Nick Heidfeld Mathias Beche                 | Toyota RV8KLM 3.4 L V8           | M     | 149   |
| 8        | LMP2      | 47 | KCMG                      | Matthew Howson Richard Bradley Tsugio Matsuda             | Oreca 03R                        | D     | 145   |
| 8        | LMP2      | 47 | KCMG                      | Matthew Howson Richard Bradley Tsugio Matsuda             | Nissan VK45DE 4.5 L V8           | D     | 145   |
| 9        | LMP2      | 27 | SMP Racing                | Sergey Zlobin Maurizio Mediani Nicolas Minassian          | Oreca 03R                        | M     | 145   |
| 9        | LMP2      | 27 | SMP Racing                | Sergey Zlobin Maurizio Mediani Nicolas Minassian          | Nissan VK45DE 4.5 L V8           | M     | 145   |
| 10       | LMP2      | 30 | Extreme Speed Motorsports | Scott Sharp Ed Brown Ryan Dalziel                         | HPD ARX-03b                      | D     | 141   |
| 10       | LMP2      | 30 | Extreme Speed Motorsports | Scott Sharp Ed Brown Ryan Dalziel                         | Honda HR28TT 2.8 L Turbo V6      | D     | 141   |
| 11       | LMGTE Pro | 97 | Aston Martin Racing       | Darren Turner Stefan Mücke                                | Aston Martin V8 Vantage GTE      | M     | 141   |
| 11       | LMGTE Pro | 97 | Aston Martin Racing       | Darren Turner Stefan Mücke                                | Aston Martin 4.5 L V8            | M     | 141   |
| 12       | LMGTE Pro | 92 | Porsche Team Manthey      | Patrick Pilet Frédéric Makowiecki                         | Porsche 911 RSR (991)            | M     | 141   |
| 12       | LMGTE Pro | 92 | Porsche Team Manthey      | Patrick Pilet Frédéric Makowiecki                         | Porsche 4.0 L Flat-6             | M     | 141   |
| 13       | LMGTE Pro | 51 | AF Corse                  | Gianmaria Bruni Toni Vilander                             | Ferrari 458 Italia GT2           | M     | 141   |
| 13       | LMGTE Pro | 51 | AF Corse                  | Gianmaria Bruni Toni Vilander                             | Ferrari 4.5 L V8                 | M     | 141   |
| 14       | LMP2      | 26 | G-Drive Racing            | Roman Rusinov Olivier Pla Julien Canal                    | Ligier JS P2                     | D     | 141   |
| 14       | LMP2      | 26 | G-Drive Racing            | Roman Rusinov Olivier Pla Julien Canal                    | Nissan VK45DE 4.5 L V8           | D     | 141   |
| 15       | LMP1-L    | 9  | Lotus                     | Christophe Bouchut James Rossiter Lucas Auer              | CLM P1/01                        | M     | 140   |
| 15       | LMP1-L    | 9  | Lotus                     | Christophe Bouchut James Rossiter Lucas Auer              | AER P60 Turbo V6                 | M     | 140   |
| 16       | LMGTE Pro | 91 | Porsche Team Manthey      | Jörg Bergmeister Nick Tandy                               | Porsche 911 RSR (991)            | M     | 139   |
| 16       | LMGTE Pro | 91 | Porsche Team Manthey      | Jörg Bergmeister Nick Tandy                               | Porsche 4.0 L Flat-6             | M     | 139   |
| 17       | LMGTE Am  | 98 | Aston Martin Racing       | Paul Dalla Lana Pedro Lamy Christoffer Nygaard            | Aston Martin V8 Vantage GTE      | M     | 138   |
| 17       | LMGTE Am  | 98 | Aston Martin Racing       | Paul Dalla Lana Pedro Lamy Christoffer Nygaard            | Aston Martin 4.5 L V8            | M     | 138   |
| 18       | LMGTE Am  | 95 | Aston Martin Racing       | David Heinemeier Hansson Kristian Poulsen Richie Stanaway | Aston Martin V8 Vantage GTE      | M     | 138   |
| 18       | LMGTE Am  | 95 | Aston Martin Racing       | David Heinemeier Hansson Kristian Poulsen Richie Stanaway | Aston Martin 4.5 L V8            | M     | 138   |
| 19       | LMGTE Pro | 71 | AF Corse                  | Davide Rigon James Calado                                 | Ferrari 458 Italia GT2           | M     | 137   |
| 19       | LMGTE Pro | 71 | AF Corse                  | Davide Rigon James Calado                                 | Ferrari 4.5 L V8                 | M     | 137   |
| 20       | LMGTE Am  | 88 | Proton Competition        | Christian Ried Klaus Bachler Khaled Al Qubaisi            | Porsche 911 RSR (991)            | M     | 137   |
| 20       | LMGTE Am  | 88 | Proton Competition        | Christian Ried Klaus Bachler Khaled Al Qubaisi            | Porsche 4.0 L Flat-6             | M     | 137   |
| 21       | LMGTE Am  | 61 | AF Corse                  | Luís Pérez Companc Marco Cioci Mirko Venturi              | Ferrari 458 Italia GT2           | M     | 137   |
| 21       | LMGTE Am  | 61 | AF Corse                  | Luís Pérez Companc Marco Cioci Mirko Venturi              | Ferrari 4.5 L V8                 | M     | 137   |
| 22       | LMGTE Pro | 99 | Aston Martin Racing       | Darryl O'Young Alex MacDowall Fernando Rees               | Aston Martin V8 Vantage GTE      | M     | 137   |
| 22       | LMGTE Pro | 99 | Aston Martin Racing       | Darryl O'Young Alex MacDowall Fernando Rees               | Aston Martin 4.5 L V8            | M     | 137   |
| 23       | LMGTE Am  | 90 | 8Star Motorsports         | Jeff Segal Paolo Ruberti Gianluca Roda                    | Ferrari 458 Italia GT2           | M     | 136   |
| 23       | LMGTE Am  | 90 | 8Star Motorsports         | Jeff Segal Paolo Ruberti Gianluca Roda                    | Ferrari 4.5 L V8                 | M     | 136   |
| 24       | LMGTE Pro | 65 | Corvette Racing           | Tommy Milner Ricky Taylor Jordan Taylor                   | Chevrolet Corvette C7.R          | M     | 135   |
| 24       | LMGTE Pro | 65 | Corvette Racing           | Tommy Milner Ricky Taylor Jordan Taylor                   | Chevrolet LT5.5 5.5 L V8         | M     | 135   |
| 25       | LMGTE Am  | 57 | Krohn Racing              | Tracy Krohn Niclas Jönsson Ben Collins                    | Ferrari 458 Italia GT2           | M     | 135   |
| 25       | LMGTE Am  | 57 | Krohn Racing              | Tracy Krohn Niclas Jönsson Ben Collins                    | Ferrari 4,5 L V8                 | M     | 135   |
| 26       | LMGTE Am  | 81 | AF Corse                  | Stephen Wyatt Michele Rugolo Andrea Bertolini             | Ferrari 458 Italia GT2           | M     | 133   |
| 26       | LMGTE Am  | 81 | AF Corse                  | Stephen Wyatt Michele Rugolo Andrea Bertolini             | Ferrari 4,5 L V8                 | M     | 133   |
| 27       | LMGTE Am  | 75 | Prospeed Competition      | François Perrodo Matthieu Vaxivière Emmanuel Collard      | Porsche 911 RSR (991)            | M     | 111   |
| 27       | LMGTE Am  | 75 | Prospeed Competition      | François Perrodo Matthieu Vaxivière Emmanuel Collard      | Porsche 4.0 L Flat-6             | M     | 111   |
| Abd      | LMP1-L    | 13 | Rebellion Racing          | Dominik Kraihamer Andrea Belicchi Fabio Leimer            | Rebellion R-One                  | M     | 88    |
| Abd      | LMP1-L    | 13 | Rebellion Racing          | Dominik Kraihamer Andrea Belicchi Fabio Leimer            | Toyota RV8KLM 3.4 L V8           | M     | 88    |
| Abd      | LMP2      | 37 | SMP Racing                | Kirill Ladygin Anton Ladygin Viktor Shaitar               | Oreca 03R                        | M     | 75    |
| Abd      | LMP2      | 37 | SMP Racing                | Kirill Ladygin Anton Ladygin Viktor Shaitar               | Nissan VK45DE 4.5 L V8           | M     | 75    |